# 가중 산술 평균
가중 산술 평균(영어: Weighted arithmetic mean)은 자료의 평균을 구할 때 자료 값의 중요도나 영향 정도에 해당하는 가중치를 반영하여 구한 평균값이다.
모든 가중치가 동일할 경우, 가중 평균은 산술 평균과 동일하다. 가중 평균은 일반적으로 산술 평균과 비슷한 방식으로 작동하지만, 심슨의 역설에서 볼 수 있듯 몇 가지 직관에 반하는 특성도 가지고 있다.

## 예
예를 들자면, 어느 학생의 아래 성적표에서 평균은
| 영어 | 수학 | 체육 | 미술 | 음악 |
| 80   | 100  | 90   | 70   | 100  |

이다.
그런데 이 학생이 A예술고의 실용음악과를 진학 하려는데, 해당 학과장은 수학과 음악에 비중을 두어 입학생을 뽑으려 한다.
그러면 아래 가중치를 적용하여 가중 산술 평균을 구하게 된다.
| 영어 | 수학 | 체육 | 미술 | 음악 |
| 80   | 100  | 90   | 70   | 100  |
| 10   | 35   | 10   | 10   | 35   |

만약 이 학생이 B체육고에 진학 하려 한다면 아래 가중치를 적용하여 가중 산술 평균을 구하게 된다.
| 영어 | 수학 | 체육 | 미술 | 음악 |
| 80   | 100  | 90   | 70   | 100  |
| 5    | 5    | 80   | 5    | 5    |

## 같이 보기
- 볼록 조합
- 이동평균
- 평균
- 중심경향치
- 표준 편차
- 무게 함수
- 분산